# David Forbes (seglare)
David Forbes, född den 26 januari 1934, död den 21 maj 2022, var en australisk seglare.
Han tog OS-guld i starbåt i samband med de olympiska seglingstävlingarna 1972 i München.